# Alcide Le Beau

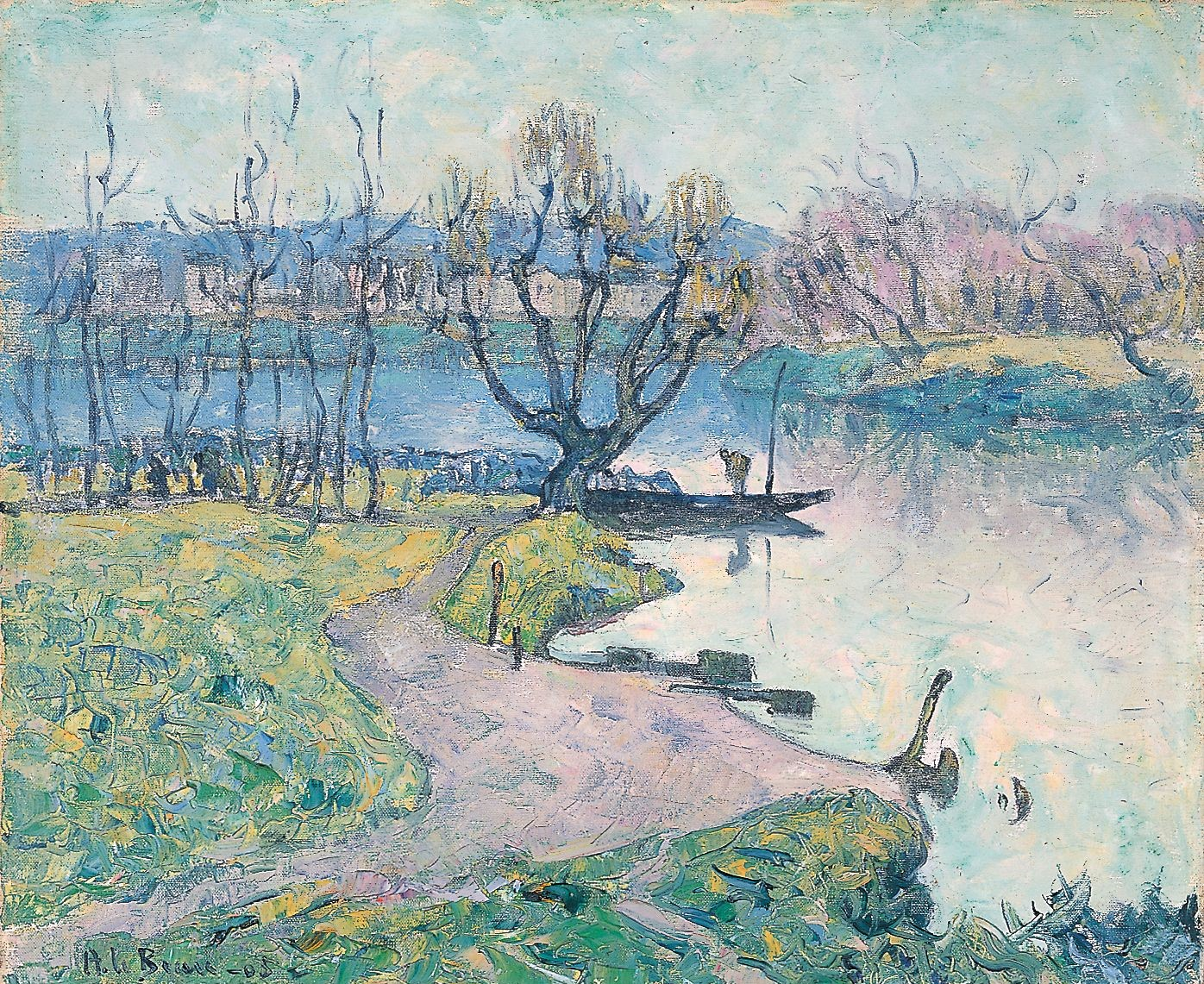
Seinelandschaft im Winter, 1905, Pommersches Landesmuseum, Greifswald

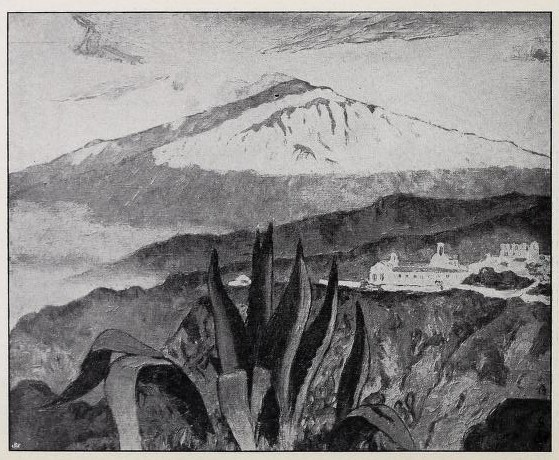
Der Etna, vor 1909

Alcide(-Marie) Le Beau (geboren 29. Juli 1873 in Lorient; gestorben 12. August 1943 in Sanary-sur-Mer) war ein französischer Maler.

## Leben
Alcide Le Beau besuchte ein Jesuitenkolleg in der Bretagne und ging 1886 nach Paris. Er malte in seiner Heimat in Pont-Aven, machte Reisen in die Provence, nach Korsika, nach Sizilien und Korfu und setzte sich als Maler und Zeichner autodidaktisch mit den vorherrschenden Kunstrichtungen auseinander. Er malte belebte Landschaften zunächst postimpressionistisch, später expressionistisch. Er stellte ab 1903 in Paris aus und war auf dem Salon des Indépendants vertreten. Im Salon d’Automne 1905 war er in der Gruppe der Fauvisten. 1909 war er mit einem Landschaftsbild des Ätna auf der Berliner Secession vertreten.
Er arbeitete vornehmlich als Kunstlehrer und war eher nebenher künstlerisch tätig. Unter seinen Schülern war Adèle Lilljeqvist.
Le Beau war Soldat im Ersten Weltkrieg und trug Verletzungen davon, die er in Neuchâtel in der Schweiz kurierte. Le Beau ging später nach Sanary-sur-Mer.